# Mladica
Mladica, losos dunavski, pastrva glavašica, sulec, gonjavac, štulac, šumanj, huj ili mlačak (latinski: Hucho hucho) vrsta je slatkovodne ribe iz porodice Salmonidae. Rasprostranjena je u tekućicama dunavskog slijeva, gdje je posebno česta u desnim pritocima. 

## Taksonomija i nazivlje
Ova vrsta prvi puta je opisana 1758. godine kada je svrstana u rod Salmo. Godine 1866. svrstana je u rod Hucho pod nazivom Hucho germanorum. Etimologija današnjeg naziva na latinskome, Hucho hucho, dolazi od njemačke riječi Huchen pod kojom je ova vrsta poznata u Njemačkoj. Mladica je na njemačkome poznata kao Huchen i Donaulachs, a na engleskom kao Danube salmon.

## Opis
Tijelo mladice je izduženo i vretenasto, a glava je bočno spljoštena, s velikim ustima. Leđa su sivkastozelene boje, bokovi su svjetliji, a trbuh je bjelkast do srebrnosiv. Leđa i bokovi ponekad imaju tamne i neravnomjerno raspoređene crne točke, a ponekad poprimaju i ljubičaste nijanse. Ima veliku masnu peraju. 
U prosjeku mladice dostižu duljinu od 70 centimetara, dok je najveća zabilježena duljina od vrha glave do vrha repa 150 centimetara. Prosječna težina kreće se oko 10 kilograma, a najveća objavljena težina je 52 kg.
Mladice žive do dvadeset godina.

#### Determinacijske karakteristike
Ova vrsta razlikuje se od sličnih pripadnika porodice Salmonidae srednje i istočne Europe bočnom prugom sačinjenom od 180 – 200 ljuski, izostanku crvenih pjega i bijelih vrhova peraja, okruglastim tijelom, velikom dužinom i repnom perajom s dubokim konkavnim obrisom.
U dorzalnoj peraji sadrži između 3 do 5 bodlji i 8 do 14 šipčica. U analnoj peraji sadrži 3 do 5 bodlji i 7 do 14 šipčica. Ima između 66 i 72 kralješka.

## Rasprostranjenost i stanište
Mladica obitava u tekućicama dunavskog slijeva, naročito u desnim pritocima. Ne zalazi u Crno more. Zadržava se u dubljim dijelovima rijeka s brzim protokom vode, često ispod mostova, u dubokim virovima ili jamama ispod kaskada ili slapova ili u dijelu rijeke s mnogo hladovine. Mlade jedinke često obitavaju u manjim tekućicama i gornjim tokovima rijeka.
Unutar Republike Hrvatske mladicu se može pronaći u rijekama Kupi i Uni, dok se sporadično pojavljuje i u rijekama Dobroj, Dravi i Savi. Pokušano je naseljavanje u vodotoke zapadne Europe, ali bez uspjeha.

## Prehrana
Mladice su predatori koji aktivno love svoj plijen. 
Mlađe jedinke hrane se beskralješnjacima, dok se odrasle jedinke ove vrste hrane manjim sisavcima, vodozemcima, ribama i pticama s površine vode.

## Razmnožavanje i životni ciklus
Ova vrsta postaje spolno zrela između četvrte i pete godine života. Mrijest se odvija jednom godišnje, između ožujka i travnja. Spolno zrele jedinke migriraju u uzvodna područja bržeg toka i manje dubine, do 1,5 metara. Ženke repnom perajom stvaraju gnijezda na pjeskovitom ili šljunkovitom dnu, gdje se ličinke počinju razvijati otprilike 30 dana nakon oplodnje. Ličinke obitavaju u bržim i hladnijim dijelovima tekućica.

## Ekonomska važnost
Mladica je važna i cijenjena riba u sportskom ribolovu te se komercijalno lovi od srednjeg vijeka, što je doprinjelo padu različitih populacija ove vrste.

## Ugroženost
Mladica se na Crvenom popisu IUCN-a nalazi još od 1996. godine te se smatra ugroženom vrstom. Isto vrijedi i za ovu vrstu na području Hrvatske. Kao uzroke ugroženosti navodi se izlov i regulacija i pregradnja gornjih i srednjih tokova rijeka te eutrofikacija. 
Crvena knjiga slatkovodnih riba Hrvatske kao mjere zaštite predlaže osnivanje ihtioloških rezervata, ograničenje ribolova te izgradnju efektivnih ribljih staza na pregrađenim vodotokovima. Nadalje, isti izvor smatra kako je umjetni uzgoj najvažnija zaštitna mjera, ali nikako zamjena za razmnožavanje divljih populacija.

## Zanimljivosti
- Mladica je najveća riba u porodici Salmonidae na području Hrvatske.[2]

- Ribiči mladicu kolokvijalno oslovljavaju kao „kraljica rijeka” i „riba tisuću zabačaja”.[2]

- Primjerci mladice viđeni su i lovljeni kod slapa u centru grada Karlovca.[2]